# Dutastéride
Le dutastéride, est un médicament antiandrogène.

## Mode d'action
Il agit en diminuant la production de dihydrotestostérone , une hormone sexuelle androgène ,.

## Usage médical
Le dutastéride est un médicament principalement utilisé pour traiter les symptômes d'une hypertrophie de la prostate ,. Quelques mois peuvent être nécessaires avant que les bénéfices ne se manifestent. Il est également utilisé pour la perte de cheveux du cuir chevelu chez les hommes et dans le cadre de l'hormonothérapie chez les femmes transgenres ,. Il est pris par voie orale,.

## Effets secondaires
Les effets secondaires les plus courants sont les troubles sexuels, la sensibilité des seins ou l'hypertrophie mammaire, ainsi qu'un risque accru de certaines formes de cancer de la prostate, la dépression ou l'œdème de Quincke ,. L'exposition pendant la grossesse, y compris l'utilisation par le partenaire d'une femme enceinte, peut nuire au fœtus,. Le dutastéride est un inhibiteur de la 5α-réductase et est donc un type d'antiandrogène .

## Histoire
Le dutastéride a été breveté en 1993 par GlaxoSmithKline et a été approuvé pour un usage médical en 2001,. Il est disponible en tant que médicament générique . Au Royaume-Uni, un mois d'approvisionnement coûte au NHS environ 12 livres sterling en 2019. Aux États-Unis, le prix de gros de ce montant est d'environ 6,66 dollars. En 2017, c'était le 276e médicament le plus couramment prescrit aux États-Unis, avec plus d'un million d'ordonnances,.